# Sinagoga de Bevis Marks

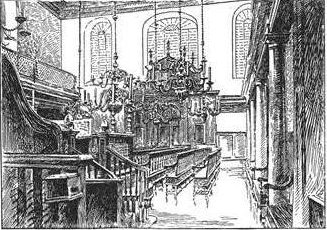
Interior da Sinagoga de Bevis Marks

A Sinagoga de Bevis Marks ou Sinagoga dos Espanhóis e Portugueses é o mais antigo local de culto judaico em Londres, estabelecida pelos judeus sefarditas portugueses em 1698, quando o rabino David Nieto tomou a direcção espiritual da congregação. 
Na Congregação de Bevis Marks, David Nieto reuniu à sua volta um importante núcleo de intelectuais judeus, onde se destacaram, entre outros, Isaac Sequeira de Samuda e Jacob de Castro Sarmento.
Bevis Marks foi o centro da comunidade sefardita de Londres até à fundação da sinagoga de Bryanstone Street, em 1866. Após esta data, a frequência da Sinagoga de Bevis Marks diminuiu tanto que chegou a ser ponderada a venda do terreno onde se encontra, propósito que acabou por ser abandonado.